# Henry Faulds
Henry Faulds (1 de junho de 1843, 19 de março de 1930) foi um médico e datiloscopista britânico, que trabalhou como cirurgião superintendente no Hospital de Tsukiji em Tóquio, no Japão. Faulds é famoso por apresentar oficialmente um método da papiloscopia para reconhecer impressões digitais. No caso dele, começou a estudá-las em cerâmicas pré-históricas.